# Pulau Jemur
Pulau Jemur är en ö i Indonesien.   Den ligger i provinsen Kepulauan Riau, i den västra delen av landet, 1 200 km nordväst om huvudstaden Jakarta. Arean är 0,25 kvadratkilometer.
Terrängen på Pulau Jemur är platt. Den sträcker sig 0,9 kilometer i nord-sydlig riktning, och 0,6 kilometer i öst-västlig riktning.